# جرمی پینویدیک
جرمی پینویدیک (انگلیسی: Jérémy Pinvidic؛ زادهٔ ۶ مارس ۱۹۸۷) بازیکن فوتبال اهل فرانسه است.
از باشگاه‌هایی که در آن بازی کرده‌است می‌توان به باشگاه فوتبال استاد برستوا ۲۹ و باشگاه فوتبال لوریان اشاره کرد.